# Loturile pentru Campionatul European de Fotbal 2012
Această listă prezintă loturile confirmate pentru Campionatul European de Fotbal 2012, turneu ce se va desfășura în Polonia și Ucraina între 8 iunie și 1 iulie 2012.

Selecțiile și golurile corecte la 23 mai 2012. Vârstele corecte la 8 iunie 2012, ziua începerii turneului.

## Grupa A

### Polonia
Antrenor: Franciszek Smuda
| Nr. | Poz. | Jucător                  | Data nașterii (vârsta) | Selecții | Goluri | Club                  |
| --- | ---- | ------------------------ | ---------------------- | -------- | ------ | --------------------- |
| 1   | P    | Wojciech Szczęsny        | 18 aprilie 1990        | 10       | 0      | Arsenal               |
| 2   | F    | Sebastian Boenisch       | 1 februarie 1987       | 5        | 0      | Werder Bremen         |
| 3   | F    | Grzegorz Wojtkowiak      | 26 ianuarie 1984       | 17       | 0      | Lech Poznań           |
| 4   | F    | Marcin Kamiński          | 15 ianuarie 1992       | 2        | 0      | Lech Poznań           |
| 5   | M    | Dariusz Dudka            | 9 decembrie 1983       | 62       | 2      | Auxerre               |
| 6   | M    | Adam Matuszczyk          | 14 februarie 1989      | 19       | 1      | Fortuna Düsseldorf    |
| 7   | M    | Eugen Polanski           | 17 martie 1986         | 6        | 0      | Mainz 05              |
| 8   | M    | Maciej Rybus             | 19 august 1989         | 21       | 1      | Terek Grozny          |
| 9   | A    | Robert Lewandowski       | 21 august 1988         | 41       | 13     | Borussia Dortmund     |
| 10  | M    | Ludovic Obraniak         | 10 noiembrie 1984      | 23       | 5      | Bordeaux              |
| 11  | M    | Rafał Murawski           | 9 octombrie 1981       | 42       | 1      | Lech Poznań           |
| 12  | P    | Grzegorz Sandomierski    | 5 septembrie 1989      | 3        | 0      | Jagiellonia Białystok |
| 13  | F    | Marcin Wasilewski        | 9 iunie 1980           | 48       | 2      | Anderlecht            |
| 14  | F    | Jakub Wawrzyniak         | 7 iulie 1983           | 25       | 0      | Legia Varșovia        |
| 15  | F    | Damien Perquis           | 4 octombrie 1984       | 6        | 1      | Sochaux               |
| 16  | M    | Jakub Błaszczykowski (c) | 14 decembrie 1985      | 50       | 8      | Borussia Dortmund     |
| 17  | A    | Artur Sobiech            | 12 iunie 1990          | 5        | 1      | Hannover 96           |
| 18  | M    | Adrian Mierzejewski      | 4 noiembrie 1986       | 22       | 1      | Trabzonspor           |
| 19  | M    | Rafał Wolski             | 10 noiembrie 1992      | 3        | 0      | Legia Varșovia        |
| 20  | F    | Łukasz Piszczek          | 3 iunie 1985           | 23       | 0      | Borussia Dortmund     |
| 21  | M    | Kamil Grosicki           | 8 iunie 1988           | 14       | 0      | Sivasspor             |
| 22  | P    | Przemysław Tytoń         | 4 ianuarie 1987        | 5        | 0      | PSV Eindhoven         |
| 23  | A    | Paweł Brożek             | 21 aprilie 1983        | 33       | 8      | Celtic                |

### Grecia
Antrenor:  Fernando Santos
| Nr. | Poz. | Jucător                   | Data nașterii (vârsta) | Selecții | Goluri | Club                 |
| --- | ---- | ------------------------- | ---------------------- | -------- | ------ | -------------------- |
| 1   | P    | Kostas Chalkias           | 30 mai 1974            | 30       | 0      | P.A.O.K.             |
| 2   | M    | Ioannis Maniatis          | 12 octombrie 1986      | 9        | 0      | Olympiacos           |
| 3   | F    | Giorgos Tzavelas          | 26 noiembrie 1987      | 6        | 0      | Monaco               |
| 4   | F    | Stelios Malezas           | 11 martie 1985         | 2        | 0      | P.A.O.K.             |
| 5   | F    | Kyriakos Papadopoulos     | 23 februarie 1992      | 8        | 3      | Schalke 04           |
| 6   | M    | Grigoris Makos            | 18 ianuarie 1987       | 11       | 0      | AEK Atena            |
| 7   | A    | Georgios Samaras          | 21 februarie 1985      | 54       | 7      | Celtic               |
| 8   | F    | Avraam Papadopoulos       | 3 decembrie 1984       | 33       | 0      | Olympiacos           |
| 9   | A    | Nikos Liberopoulos        | 4 august 1975          | 75       | 13     | AEK Atena            |
| 10  | M    | Giorgos Karagounis (c)    | 6 martie 1977          | 117      | 8      | Panathinaikos        |
| 11  | A    | Kostas Mitroglou          | 12 martie 1988         | 13       | 0      | Atromitos            |
| 12  | P    | Alexandros Tzorvas        | 12 august 1982         | 16       | 0      | Palermo              |
| 13  | P    | Michalis Sifakis          | 9 septembrie 1984      | 12       | 0      | Aris Salonic         |
| 14  | A    | Dimitris Salpigidis       | 18 august 1981         | 56       | 7      | P.A.O.K.             |
| 15  | F    | Vasilis Torosidis         | 10 iunie 1985          | 44       | 6      | Olympiacos           |
| 16  | M    | Georgios Fotakis          | 29 octombrie 1981      | 10       | 2      | P.A.O.K.             |
| 17  | A    | Theofanis Gekas           | 23 mai 1980            | 58       | 21     | Samsunspor           |
| 18  | M    | Sotiris Ninis             | 3 aprilie 1990         | 19       | 2      | Panathinaikos        |
| 19  | F    | Sokratis Papastathopoulos | 9 iunie 1988           | 28       | 0      | Werder Bremen        |
| 20  | F    | José Holebas              | 27 iunie 1984          | 4        | 0      | Olympiacos           |
| 21  | M    | Kostas Katsouranis        | 21 iunie 1979          | 91       | 9      | Panathinaikos        |
| 22  | M    | Kostas Fortounis          | 16 octombrie 1992      | 3        | 0      | 1. FC Kaiserslautern |
| 23  | M    | Giannis Fetfatzidis       | 21 decembrie 1990      | 13       | 3      | Olympiacos           |

### Rusia
Antrenor:  Dick Advocaat
| Nr. | Poz. | Jucător             | Data nașterii (vârsta) | Selecții | Goluri | Club                   |
| --- | ---- | ------------------- | ---------------------- | -------- | ------ | ---------------------- |
| 1   | P    | Igor Akinfeev       | 8 aprilie 1986         | 52       | 0      | ȚSKA Moscova           |
| 2   | F    | Aleksandr Anyukov   | 28 septembrie 1982     | 65       | 1      | Zenit Saint Petersburg |
| 3   | F    | Roman Sharonov      | 8 septembrie 1976      | 8        | 0      | Rubin Kazan            |
| 4   | F    | Sergei Ignashevich  | 14 iulie 1979          | 75       | 5      | ȚSKA Moscova           |
| 5   | F    | Yuri Zhirkov        | 20 august 1983         | 52       | 0      | Anzhi Makhachkala      |
| 6   | M    | Roman Shirokov      | 6 iulie 1981           | 22       | 6      | Zenit Saint Petersburg |
| 7   | M    | Igor Denisov        | 17 mai 1984            | 26       | 0      | Zenit Saint Petersburg |
| 8   | M    | Konstantin Zyryanov | 5 octombrie 1977       | 50       | 7      | Zenit Saint Petersburg |
| 9   | M    | Marat Izmailov      | 21 septembrie 1982     | 33       | 2      | Sporting CP            |
| 10  | A    | Andrei Arshavin (c) | 29 mai 1981            | 71       | 17     | Arsenal                |
| 11  | A    | Aleksandr Kerzhakov | 27 noiembrie 1982      | 61       | 19     | Zenit Saint Petersburg |
| 12  | F    | Aleksei Berezutski  | 20 iunie 1982          | 48       | 0      | ȚSKA Moscova           |
| 13  | P    | Anton Shunin        | 27 ianuarie 1987       | 2        | 0      | Dinamo Moscova         |
| 14  | A    | Roman Pavlyuchenko  | 15 decembrie 1981      | 47       | 20     | Lokomotiv Moscova      |
| 15  | M    | Dmitri Kombarov     | 22 ianuarie 1987       | 4        | 0      | Spartak Moscova        |
| 16  | P    | Vyacheslav Malafeev | 4 martie 1979          | 25       | 0      | Zenit Saint Petersburg |
| 17  | M    | Alan Dzagoev        | 17 iunie 1990          | 20       | 4      | ȚSKA Moscova           |
| 18  | A    | Aleksandr Kokorin   | 19 martie 1991         | 5        | 0      | Dinamo Moscova         |
| 19  | F    | Vladimir Granat     | 22 mai 1987            | 0        | 0      | Dinamo Moscova         |
| 20  | A    | Pavel Pogrebnyak    | 8 noiembrie 1983       | 32       | 8      | Fulham                 |
| 21  | F    | Kirill Nababkin     | 8 septembrie 1986      | 1        | 0      | ȚSKA Moscova           |
| 22  | M    | Denis Glushakov     | 27 ianuarie 1987       | 9        | 1      | Lokomotiv Moscova      |
| 23  | M    | Igor Semshov        | 6 aprilie 1978         | 57       | 3      | Dinamo Moscova         |

### Cehia
Antrenor: Michal Bílek
| Nr. | Poz. | Jucător                | Data nașterii (vârsta) | Selecții | Goluri | Club                  |
| --- | ---- | ---------------------- | ---------------------- | -------- | ------ | --------------------- |
| 1   | P    | Petr Čech              | 20 mai 1982            | 89       | 0      | Chelsea               |
| 2   | F    | Theodor Gebre Selassie | 24 decembrie 1986      | 8        | 0      | Slovan Liberec        |
| 3   | F    | Michal Kadlec          | 13 decembrie 1984      | 33       | 7      | Bayer Leverkusen      |
| 4   | F    | Marek Suchý            | 29 martie 1988         | 3        | 0      | Spartak Moscova       |
| 5   | F    | Roman Hubník           | 6 iunie 1984           | 20       | 2      | Hertha BSC            |
| 6   | F    | Tomáš Sivok            | 15 septembrie 1983     | 24       | 3      | Beșiktaș              |
| 7   | A    | Tomáš Necid            | 13 august 1989         | 25       | 7      | ȚSKA Moscova          |
| 8   | F    | David Limberský        | 6 octombrie 1983       | 7        | 0      | Viktoria Plzeň        |
| 9   | M    | Jan Rezek              | 5 mai 1982             | 12       | 3      | Anorthosis Famagusta  |
| 10  | M    | Tomáš Rosický (c)      | 4 octombrie 1980       | 86       | 20     | Arsenal               |
| 11  | M    | Milan Petržela         | 19 iunie 1983          | 9        | 0      | Viktoria Plzeň        |
| 12  | F    | František Rajtoral     | 12 martie 1986         | 1        | 0      | Viktoria Plzeň        |
| 13  | M    | Jaroslav Plašil        | 5 ianuarie 1982        | 70       | 6      | Bordeaux              |
| 14  | M    | Václav Pilař           | 13 octombrie 1988      | 7        | 1      | Viktoria Plzeň        |
| 15  | A    | Milan Baroš            | 28 octombrie 1981      | 87       | 40     | Galatasaray           |
| 16  | P    | Jan Laštůvka           | 7 iulie 1982           | 1        | 0      | Dnipro Dnipropetrovsk |
| 17  | M    | Tomáš Hübschman        | 4 septembrie 1981      | 41       | 0      | Șahtior Donețk        |
| 18  | M    | Daniel Kolář           | 27 octombrie 1985      | 9        | 1      | Viktoria Plzeň        |
| 19  | M    | Petr Jiráček           | 2 martie 1986          | 6        | 1      | VfL Wolfsburg         |
| 20  | A    | Tomáš Pekhart          | 26 mai 1989            | 9        | 0      | 1. FC Nürnberg        |
| 21  | A    | David Lafata           | 18 septembrie 1981     | 16       | 2      | FK Jablonec           |
| 22  | M    | Vladimír Darida        | 8 august 1990          | 1        | 0      | Viktoria Plzeň        |
| 23  | P    | Jaroslav Drobný        | 18 octombrie 1979      | 5        | 0      | Hamburger SV          |

## Grupa B

### Olanda
Antrenor: Bert van Marwijk
| Nr. | Poz. | Jucător              | Data nașterii (vârsta) | Selecții | Goluri | Club              |
| --- | ---- | -------------------- | ---------------------- | -------- | ------ | ----------------- |
| 1   | P    | Maarten Stekelenburg | 22 septembrie 1982     | 47       | 0      | Roma              |
| 2   | F    | Gregory van der Wiel | 3 februarie 1988       | 32       | 0      | Ajax              |
| 3   | F    | John Heitinga        | 15 noiembrie 1983      | 78       | 7      | Everton           |
| 4   | F    | Joris Mathijsen      | 5 aprilie 1980         | 80       | 3      | Málaga            |
| 5   | F    | Wilfred Bouma        | 15 iunie 1978          | 37       | 2      | PSV               |
| 6   | M    | Mark van Bommel (c)  | 22 aprilie 1977        | 77       | 10     | PSV               |
| 7   | A    | Dirk Kuyt            | 22 iulie 1980          | 88       | 24     | Liverpool         |
| 8   | M    | Nigel de Jong        | 30 noiembrie 1984      | 60       | 1      | Manchester City   |
| 9   | A    | Klaas-Jan Huntelaar  | 12 august 1983         | 53       | 31     | Schalke 04        |
| 10  | M    | Wesley Sneijder      | 9 iunie 1984           | 84       | 24     | Internazionale    |
| 11  | A    | Arjen Robben         | 23 ianuarie 1984       | 57       | 17     | Bayern München    |
| 12  | P    | Michel Vorm          | 20 octombrie 1983      | 9        | 0      | Swansea City      |
| 13  | F    | Ron Vlaar            | 16 februarie 1985      | 7        | 1      | Feyenoord         |
| 14  | F    | Stijn Schaars        | 11 ianuarie 1984       | 19       | 0      | Sporting          |
| 15  | F    | Jetro Willems        | 30 martie 1994         | 2        | 0      | PSV               |
| 16  | A    | Robin van Persie     | 6 august 1983          | 65       | 28     | Arsenal           |
| 17  | M    | Kevin Strootman      | 13 februarie 1990      | 11       | 1      | PSV               |
| 18  | A    | Luuk de Jong         | 27 august 1990         | 7        | 1      | Twente            |
| 19  | A    | Luciano Narsingh     | 13 septembrie 1990     | 2        | 0      | Heerenveen        |
| 20  | A    | Ibrahim Afellay      | 2 aprilie 1986         | 38       | 5      | Barcelona         |
| 21  | F    | Khalid Boulahrouz    | 28 decembrie 1981      | 35       | 0      | VfB Stuttgart     |
| 22  | P    | Tim Krul             | 3 aprilie 1988         | 3        | 0      | Newcastle United  |
| 23  | M    | Rafael van der Vaart | 11 februarie 1983      | 96       | 18     | Tottenham Hotspur |

### Danemarca
Antrenor: Morten Olsen
| Nr. | Poz. | Jucător             | Data nașterii (vârsta) | Selecții | Goluri | Club              |
| --- | ---- | ------------------- | ---------------------- | -------- | ------ | ----------------- |
| 1   | P    | Stephan Andersen    | 26 noiembrie 1981      | 10       | 0      | Evian             |
| 2   | M    | Christian Poulsen   | 28 februarie 1980      | 91       | 6      | Evian             |
| 3   | F    | Simon Kjær          | 26 martie 1989         | 24       | 0      | Roma              |
| 4   | F    | Daniel Agger (c)    | 12 decembrie 1984      | 46       | 6      | Liverpool         |
| 5   | F    | Simon Poulsen       | 7 octombrie 1984       | 18       | 0      | AZ                |
| 6   | F    | Lars Jacobsen       | 20 septembrie 1979     | 50       | 1      | Copenhaga         |
| 7   | M    | William Kvist       | 24 februarie 1985      | 28       | 0      | VfB Stuttgart     |
| 8   | M    | Christian Eriksen   | 14 februarie 1992      | 23       | 2      | Ajax              |
| 9   | A    | Michael Krohn-Dehli | 6 iunie 1983           | 21       | 4      | Brøndby           |
| 10  | A    | Dennis Rommedahl    | 22 iulie 1978          | 116      | 21     | Brøndby           |
| 11  | A    | Nicklas Bendtner    | 16 ianuarie 1988       | 48       | 18     | Arsenal           |
| 12  | F    | Andreas Bjelland    | 11 iulie 1988          | 6        | 1      | Nordsjælland      |
| 13  | F    | Jores Okore         | 11 august 1992         | 3        | 0      | Nordsjælland      |
| 14  | M    | Lasse Schøne        | 27 mai 1986            | 10       | 2      | NEC               |
| 15  | M    | Michael Silberbauer | 7 iulie 1981           | 24       | 1      | Young Boys        |
| 16  | P    | Anders Lindegaard   | 13 aprilie 1984        | 5        | 0      | Manchester United |
| 17  | A    | Nicklas Pedersen    | 10 octombrie 1987      | 8        | 0      | Groningen         |
| 18  | F    | Daniel Wass         | 31 mai 1989            | 6        | 0      | Evian             |
| 19  | M    | Jakob Poulsen       | 7 iulie 1983           | 22       | 1      | Midtjylland       |
| 20  | M    | Thomas Kahlenberg   | 20 martie 1983         | 38       | 4      | Evian             |
| 21  | M    | Niki Zimling        | 19 aprilie 1985        | 11       | 0      | Club Brugge       |
| 22  | P    | Kasper Schmeichel   | 5 noiembrie 1986       | 0        | 0      | Leicester City    |
| 23  | A    | Tobias Mikkelsen    | 18 septembrie 1986     | 3        | 0      | Nordsjælland      |

### Germania
Antrenor: Joachim Löw

### Portugalia
Antrenor: Paulo Bento
| Nr. | Poz. | Jucător               | Data nașterii (vârsta) | Selecții | Goluri | Club                   |
| --- | ---- | --------------------- | ---------------------- | -------- | ------ | ---------------------- |
| 1   | P    | Eduardo               | 19 septembrie 1982     | 28       | 0      | Benfica                |
| 2   | F    | Bruno Alves           | 27 noiembrie 1981      | 50       | 5      | Zenit Saint Petersburg |
| 3   | F    | Pepe                  | 26 februarie 1983      | 39       | 2      | Real Madrid            |
| 4   | M    | Miguel Veloso         | 11 mai 1986            | 24       | 2      | Genoa                  |
| 5   | F    | Fábio Coentrão        | 11 martie 1988         | 22       | 1      | Real Madrid            |
| 6   | M    | Custódio              | 24 mai 1983            | 1        | 0      | Braga                  |
| 7   | A    | Cristiano Ronaldo (c) | 5 februarie 1985       | 90       | 32     | Real Madrid            |
| 8   | M    | João Moutinho         | 8 septembrie 1986      | 43       | 2      | Porto                  |
| 9   | A    | Hugo Almeida          | 23 mai 1984            | 42       | 15     | Beșiktaș               |
| 10  | A    | Ricardo Quaresma      | 26 septembrie 1983     | 35       | 3      | Beșiktaș               |
| 11  | A    | Nélson Oliveira       | 8 august 1991          | 3        | 0      | Benfica                |
| 12  | P    | Rui Patrício          | 15 februarie 1988      | 11       | 0      | Sporting CP            |
| 13  | F    | Ricardo Costa         | 16 mai 1981            | 11       | 0      | Valencia               |
| 14  | F    | Rolando               | 31 august 1985         | 14       | 0      | Porto                  |
| 15  | M    | Rúben Micael          | 19 august 1986         | 8        | 2      | Atlético Madrid        |
| 16  | M    | Raul Meireles         | 17 martie 1983         | 56       | 8      | Chelsea                |
| 17  | A    | Nani                  | 17 noiembrie 1986      | 54       | 13     | Manchester United      |
| 18  | A    | Silvestre Varela      | 2 februarie 1985       | 6        | 1      | Porto                  |
| 19  | F    | Miguel Lopes          | 19 decembrie 1986      | 1        | 0      | Braga                  |
| 20  | M    | Hugo Viana            | 15 ianuarie 1983       | 27       | 1      | Braga                  |
| 21  | F    | João Pereira          | 25 februarie 1984      | 14       | 0      | Sporting CP            |
| 22  | P    | Beto                  | 1 mai 1982             | 2        | 0      | CFR Cluj               |
| 23  | A    | Hélder Postiga        | 2 august 1982          | 49       | 19     | Real Zaragoza          |

## Grupa C

### Spania
Antrenor: Vicente del Bosque
| Nr. | Poz. | Jucător           | Data nașterii (vârsta) | Selecții | Goluri | Club            |
| --- | ---- | ----------------- | ---------------------- | -------- | ------ | --------------- |
| 1   | P    | Iker Casillas (c) | 20 mai 1981            | 129      | 0      | Real Madrid     |
| 2   | F    | Raúl Albiol       | 4 septembrie 1985      | 32       | 0      | Real Madrid     |
| 3   | F    | Gerard Piqué      | 2 februarie 1987       | 38       | 4      | Barcelona       |
| 4   | M    | Javi Martínez     | 2 septembrie 1988      | 7        | 0      | Athletic Bilbao |
| 5   | F    | Juanfran Torres   | 9 ianuarie 1985        | 1        | 0      | Atlético Madrid |
| 6   | M    | Andrés Iniesta    | 11 mai 1984            | 64       | 11     | Barcelona       |
| 7   | A    | Pedro Rodríguez   | 28 iulie 1987          | 14       | 2      | Barcelona       |
| 8   | M    | Xavi Hernández    | 25 ianuarie 1980       | 108      | 10     | Barcelona       |
| 9   | A    | Fernando Torres   | 20 martie 1984         | 91       | 27     | Chelsea         |
| 10  | M    | Cesc Fàbregas     | 4 mai 1987             | 63       | 8      | Barcelona       |
| 11  | A    | Álvaro Negredo    | 20 august 1985         | 7        | 5      | Sevilla         |
| 12  | P    | Víctor Valdés     | 14 ianuarie 1982       | 7        | 0      | Barcelona       |
| 13  | M    | Juan Mata         | 28 aprilie 1988        | 16       | 5      | Chelsea         |
| 14  | M    | Xabi Alonso       | 25 noiembrie 1981      | 94       | 12     | Real Madrid     |
| 15  | F    | Sergio Ramos      | 30 martie 1986         | 84       | 6      | Real Madrid     |
| 16  | M    | Sergio Busquets   | 16 iulie 1987          | 38       | 0      | Barcelona       |
| 17  | F    | Álvaro Arbeloa    | 17 ianuarie 1983       | 33       | 0      | Real Madrid     |
| 18  | F    | Jordi Alba        | 21 martie 1989         | 3        | 0      | Valencia        |
| 19  | A    | Fernando Llorente | 26 februarie 1985      | 20       | 7      | Athletic Bilbao |
| 20  | M    | Santi Cazorla     | 13 decembrie 1984      | 41       | 5      | Málaga          |
| 21  | M    | David Silva       | 8 ianuarie 1986        | 55       | 15     | Manchester City |
| 22  | M    | Jesús Navas       | 21 noiembrie 1985      | 15       | 1      | Sevilla         |
| 23  | P    | Pepe Reina        | 31 august 1982         | 24       | 0      | Liverpool       |

### Italia
Antrenor: Cesare Prandelli
| Nr. | Poz. | Jucător              | Data nașterii (vârsta) | Selecții | Goluri | Club                |
| --- | ---- | -------------------- | ---------------------- | -------- | ------ | ------------------- |
| 1   | P    | Gianluigi Buffon (c) | 28 ianuarie 1978       | 113      | 0      | Juventus            |
| 2   | F    | Christian Maggio     | 11 februarie 1982      | 15       | 0      | Napoli              |
| 3   | F    | Giorgio Chiellini    | 14 august 1984         | 50       | 2      | Juventus            |
| 4   | F    | Angelo Ogbonna       | 23 mai 1988            | 2        | 0      | Torino              |
| 5   | M    | Thiago Motta         | 28 august 1982         | 7        | 1      | Paris Saint-Germain |
| 6   | F    | Federico Balzaretti  | 6 decembrie 1981       | 7        | 0      | Palermo             |
| 7   | F    | Ignazio Abate        | 12 noiembrie 1986      | 2        | 0      | Milan               |
| 8   | M    | Claudio Marchisio    | 19 ianuarie 1986       | 19       | 1      | Juventus            |
| 9   | A    | Mario Balotelli      | 12 august 1990         | 7        | 1      | Manchester City     |
| 10  | A    | Antonio Cassano      | 12 iulie 1982          | 28       | 9      | Milan               |
| 11  | A    | Antonio Di Natale    | 13 octombrie 1977      | 36       | 10     | Udinese             |
| 12  | P    | Salvatore Sirigu     | 12 ianuarie 1987       | 2        | 0      | Paris Saint-Germain |
| 13  | M    | Emanuele Giaccherini | 5 mai 1985             | 0        | 0      | Juventus            |
| 14  | P    | Morgan De Sanctis    | 26 martie 1977         | 4        | 0      | Napoli              |
| 15  | F    | Andrea Barzagli      | 8 mai 1981             | 28       | 0      | Juventus            |
| 16  | M    | Daniele De Rossi     | 24 iulie 1983          | 71       | 10     | Roma                |
| 17  | A    | Fabio Borini         | 29 martie 1991         | 1        | 0      | Roma                |
| 18  | M    | Riccardo Montolivo   | 18 ianuarie 1985       | 32       | 1      | Fiorentina          |
| 19  | F    | Leonardo Bonucci     | 1 mai 1987             | 13       | 2      | Juventus            |
| 20  | A    | Sebastian Giovinco   | 26 ianuarie 1987       | 7        | 0      | Parma               |
| 21  | M    | Andrea Pirlo         | 19 mai 1979            | 82       | 9      | Juventus            |
| 22  | M    | Alessandro Diamanti  | 2 mai 1983             | 1        | 0      | Bologna             |
| 23  | M    | Antonio Nocerino     | 9 aprilie 1985         | 10       | 0      | Milan               |

### Irlanda
Antrenor:  Giovanni Trapattoni
| Nr. | Poz. | Jucător          | Data nașterii (vârsta) | Selecții | Goluri | Club                    |
| --- | ---- | ---------------- | ---------------------- | -------- | ------ | ----------------------- |
| 1   | P    | Shay Given       | 20 aprilie 1976        | 121      | 0      | Aston Villa             |
| 2   | F    | Sean St Ledger   | 28 decembrie 1984      | 25       | 2      | Leicester City          |
| 3   | F    | Stephen Ward     | 20 august 1985         | 10       | 2      | Wolverhampton Wanderers |
| 4   | F    | John O'Shea      | 30 aprilie 1981        | 75       | 1      | Sunderland              |
| 5   | F    | Richard Dunne    | 21 septembrie 1979     | 71       | 8      | Aston Villa             |
| 6   | M    | Glenn Whelan     | 13 ianuarie 1984       | 37       | 2      | Stoke City              |
| 7   | M    | Aiden McGeady    | 4 aprilie 1986         | 47       | 2      | Spartak Moscova         |
| 8   | M    | Keith Andrews    | 13 septembrie 1980     | 27       | 3      | West Bromwich Albion    |
| 9   | A    | Kevin Doyle      | 18 septembrie 1983     | 46       | 10     | Wolverhampton Wanderers |
| 10  | A    | Robbie Keane (c) | 8 iulie 1980           | 115      | 53     | Los Angeles Galaxy      |
| 11  | M    | Damien Duff      | 2 martie 1979          | 95       | 8      | Fulham                  |
| 12  | F    | Stephen Kelly    | 6 septembrie 1983      | 29       | 0      | Fulham                  |
| 13  | F    | Paul McShane     | 6 ianuarie 1986        | 26       | 0      | Hull City               |
| 14  | A    | Jonathan Walters | 20 septembrie 1983     | 5        | 1      | Stoke City              |
| 15  | M    | Darron Gibson    | 25 octombrie 1987      | 17       | 1      | Everton                 |
| 16  | P    | Keiren Westwood  | 23 octombrie 1984      | 8        | 0      | Sunderland              |
| 17  | M    | Stephen Hunt     | 1 august 1981          | 38       | 1      | Wolverhampton Wanderers |
| 18  | F    | Darren O'Dea     | 4 februarie 1987       | 13       | 0      | Celtic                  |
| 19  | A    | Shane Long       | 22 ianuarie 1987       | 24       | 6      | West Bromwich Albion    |
| 20  | A    | Simon Cox        | 28 aprilie 1987        | 11       | 3      | West Bromwich Albion    |
| 21  | M    | Paul Green       | 10 aprilie 1983        | 10       | 1      | Derby County            |
| 22  | M    | James McClean    | 22 aprilie 1989        | 1        | 0      | Sunderland              |
| 23  | P    | David Forde      | 20 decembrie 1979      | 2        | 0      | Millwall                |

### Croația
Antrenor: Slaven Bilić
| Nr. | Poz. | Jucător             | Data nașterii (vârsta) | Selecții | Goluri | Club                  |
| --- | ---- | ------------------- | ---------------------- | -------- | ------ | --------------------- |
| 1   | P    | Stipe Pletikosa     | 8 ianuarie 1979        | 91       | 0      | Rostov                |
| 2   | F    | Ivan Strinić        | 17 iulie 1987          | 17       | 0      | Dnipro Dnipropetrovsk |
| 3   | F    | Josip Šimunić       | 18 februarie 1978      | 95       | 3      | Dinamo Zagreb         |
| 4   | F    | Jurica Buljat       | 12 septembrie 1986     | 2        | 0      | Maccabi Haifa         |
| 5   | F    | Vedran Ćorluka      | 5 februarie 1986       | 54       | 3      | Bayer Leverkusen      |
| 6   | F    | Danijel Pranjić     | 2 decembrie 1981       | 43       | 0      | Bayern München        |
| 7   | M    | Ivan Rakitić        | 10 martie 1988         | 41       | 8      | Sevilla               |
| 8   | M    | Ognjen Vukojević    | 20 decembrie 1983      | 39       | 4      | Dinamo Kiev           |
| 9   | A    | Nikica Jelavić      | 27 august 1985         | 19       | 2      | Everton               |
| 10  | M    | Luka Modrić         | 9 septembrie 1985      | 54       | 8      | Tottenham Hotspur     |
| 11  | M    | Darijo Srna (c)     | 1 mai 1982             | 91       | 19     | Șahtior Donețk        |
| 12  | P    | Ivan Kelava         | 20 februarie 1988      | 0        | 0      | Dinamo Zagreb         |
| 13  | F    | Gordon Schildenfeld | 18 martie 1985         | 12       | 0      | Eintracht Frankfurt   |
| 14  | M    | Milan Badelj        | 25 februarie 1989      | 4        | 1      | Dinamo Zagreb         |
| 15  | F    | Šime Vrsaljko       | 10 ianuarie 1992       | 4        | 0      | Dinamo Zagreb         |
| 16  | M    | Tomislav Dujmović   | 26 februarie 1981      | 18       | 0      | Real Zaragoza         |
| 17  | A    | Mario Mandžukić     | 21 mai 1986            | 29       | 5      | VfL Wolfsburg         |
| 18  | A    | Nikola Kalinić      | 5 ianuarie 1988        | 13       | 5      | Dnipro Dnipropetrovsk |
| 19  | M    | Niko Kranjčar       | 13 august 1984         | 71       | 15     | Tottenham Hotspur     |
| 20  | M    | Ivan Perišić        | 2 februarie 1989       | 10       | 0      | Borussia Dortmund     |
| 21  | F    | Domagoj Vida        | 29 aprilie 1989        | 10       | 0      | Dinamo Zagreb         |
| 22  | A    | Eduardo             | 25 februarie 1983      | 47       | 23     | Șahtior Donețk        |
| 23  | P    | Danijel Subašić     | 27 octombrie 1984      | 4        | 0      | Monaco                |

## Grupa D

### Ucraina
Antrenor: Oleh Blokhin
| Nr. | Poz. | Jucător             | Data nașterii (vârsta) | Selecții | Goluri | Club                  |
| --- | ---- | ------------------- | ---------------------- | -------- | ------ | --------------------- |
| 1   | P    | Maksym Koval        | 9 decembrie 1992       | 0        | 0      | Dinamo Kiev           |
| 2   | F    | Yevhen Selin        | 9 mai 1988             | 5        | 1      | Vorskla Poltava       |
| 3   | F    | Yevhen Khacheridi   | 28 iulie 1987          | 8        | 0      | Dinamo Kiev           |
| 4   | M    | Anatoli Tîmoșciuk   | 30 martie 1979         | 114      | 4      | Bayern München        |
| 5   | F    | Oleksandr Kucher    | 22 octombrie 1982      | 28       | 1      | Șahtior Donețk        |
| 6   | M    | Denys Harmash       | 19 aprilie 1990        | 4        | 0      | Dinamo Kiev           |
| 7   | A    | Andrei Șevcenko (c) | 29 septembrie 1976     | 105      | 46     | Dinamo Kiev           |
| 8   | M    | Oleksandr Aliyev    | 3 februarie 1985       | 25       | 6      | Dinamo Kiev           |
| 9   | M    | Oleg Gusev          | 25 aprilie 1983        | 69       | 9      | Dinamo Kiev           |
| 10  | A    | Andriy Voronin      | 21 iulie 1979          | 70       | 7      | Dinamo Moscova        |
| 11  | A    | Andriy Yarmolenko   | 23 octombrie 1989      | 18       | 7      | Dinamo Kiev           |
| 12  | P    | Andriy Pyatov       | 28 iunie 1984          | 24       | 0      | Șahtior Donețk        |
| 13  | F    | Vyacheslav Shevchuk | 13 mai 1979            | 20       | 0      | Șahtior Donețk        |
| 14  | M    | Ruslan Rotan        | 29 octombrie 1981      | 56       | 6      | Dnipro Dnipropetrovsk |
| 15  | A    | Artem Milevskiy     | 12 ianuarie 1985       | 43       | 7      | Dinamo Kiev           |
| 16  | A    | Yevhen Seleznyov    | 20 iulie 1985          | 27       | 5      | Șahtior Donețk        |
| 17  | F    | Taras Mykhalyk      | 28 octombrie 1983      | 25       | 0      | Dinamo Kiev           |
| 18  | M    | Serhiy Nazarenko    | 16 februarie 1980      | 47       | 12     | Tavria Simferopol     |
| 19  | M    | Yevhen Konoplyanka  | 29 septembrie 1989     | 16       | 5      | Dnipro Dnipropetrovsk |
| 20  | F    | Yaroslav Rakitskiy  | 3 august 1989          | 14       | 3      | Șahtior Donețk        |
| 21  | F    | Bohdan Butko        | 13 ianuarie 1991       | 7        | 0      | Illiciveț Mariupol    |
| 22  | A    | Marko Devych        | 27 octombrie 1983      | 18       | 2      | Metalist Harkov       |
| 23  | P    | Oleksandr Horyainov | 29 iunie 1975          | 1        | 0      | Metalist Harkov       |

### Suedia
Antrenor: Erik Hamrén
| Nr. | Poz. | Jucător                | Data nașterii (vârsta) | Selecții | Goluri | Club                 |
| --- | ---- | ---------------------- | ---------------------- | -------- | ------ | -------------------- |
| 1   | P    | Andreas Isaksson       | 3 octombrie 1981       | 93       | 0      | PSV                  |
| 2   | F    | Mikael Lustig          | 13 decembrie 1986      | 24       | 1      | Celtic               |
| 3   | F    | Olof Mellberg          | 3 septembrie 1977      | 114      | 7      | Olympiacos           |
| 4   | F    | Andreas Granqvist      | 16 aprilie 1985        | 18       | 2      | Genoa                |
| 5   | F    | Martin Olsson          | 17 mai 1988            | 9        | 4      | Blackburn Rovers     |
| 6   | M    | Rasmus Elm             | 17 martie 1988         | 24       | 1      | AZ                   |
| 7   | M    | Sebastian Larsson      | 6 iunie 1985           | 41       | 5      | Sunderland           |
| 8   | M    | Anders Svensson        | 17 iulie 1976          | 127      | 18     | Elfsborg             |
| 9   | M    | Kim Källström          | 24 august 1982         | 92       | 16     | Lyon                 |
| 10  | A    | Zlatan Ibrahimović (c) | 3 octombrie 1981       | 77       | 31     | Milan                |
| 11  | A    | Johan Elmander         | 27 mai 1981            | 63       | 16     | Galatasaray          |
| 12  | P    | Johan Wiland           | 24 ianuarie 1981       | 8        | 0      | Copenhaga            |
| 13  | F    | Jonas Olsson           | 10 martie 1983         | 8        | 0      | West Bromwich Albion |
| 14  | A    | Tobias Hysén           | 9 martie 1982          | 23       | 7      | IFK Göteborg         |
| 15  | F    | Mikael Antonsson       | 31 mai 1981            | 5        | 0      | Bologna              |
| 16  | M    | Pontus Wernbloom       | 25 iunie 1986          | 23       | 2      | ȚSKA Moscova         |
| 17  | F    | Behrang Safari         | 9 februarie 1985       | 24       | 0      | Anderlecht           |
| 18  | M    | Samuel Holmén          | 28 iunie 1984          | 27       | 2      | İstanbul BB          |
| 19  | M    | Emir Bajrami           | 7 martie 1988          | 16       | 2      | Twente               |
| 20  | A    | Ola Toivonen           | 3 iulie 1986           | 24       | 6      | PSV                  |
| 21  | M    | Christian Wilhelmsson  | 8 decembrie 1979       | 74       | 9      | Al-Hilal             |
| 22  | A    | Markus Rosenberg       | 27 septembrie 1982     | 31       | 6      | Werder Bremen        |
| 23  | P    | Pär Hansson            | 22 iunie 1986          | 2        | 0      | Helsingborg          |

### Anglia
Antrenor: Roy Hodgson
| Nr. | Poz. | Jucător                 | Data nașterii (vârsta) | Selecții | Goluri | Club              |
| --- | ---- | ----------------------- | ---------------------- | -------- | ------ | ----------------- |
| 1   | P    | Joe Hart                | 19 aprilie 1987        | 17       | 0      | Manchester City   |
| 2   | F    | Glen Johnson            | 23 august 1984         | 35       | 1      | Liverpool         |
| 3   | F    | Ashley Cole             | 20 decembrie 1980      | 93       | 0      | Chelsea           |
| 4   | M    | Steven Gerrard (c)      | 30 mai 1980            | 90       | 19     | Liverpool         |
| 5   | F    | Martin Kelly            | 27 aprilie 1990        | 1        | 0      | Liverpool         |
| 6   | F    | John Terry              | 7 decembrie 1980       | 72       | 6      | Chelsea           |
| 7   | M    | Theo Walcott            | 16 martie 1989         | 22       | 3      | Arsenal           |
| 8   | M    | Jordan Henderson        | 17 iunie 1990          | 2        | 0      | Liverpool         |
| 9   | A    | Andy Carroll            | 6 ianuarie 1989        | 3        | 1      | Liverpool         |
| 10  | A    | Wayne Rooney            | 24 octombrie 1985      | 73       | 28     | Manchester United |
| 11  | M    | Ashley Young            | 9 iulie 1985           | 19       | 5      | Manchester United |
| 12  | F    | Leighton Baines         | 11 decembrie 1984      | 7        | 0      | Everton           |
| 13  | P    | Robert Green            | 18 ianuarie 1980       | 11       | 0      | West Ham United   |
| 14  | F    | Phil Jones              | 21 februarie 1992      | 4        | 0      | Manchester United |
| 15  | F    | Joleon Lescott          | 16 august 1982         | 14       | 0      | Manchester City   |
| 16  | M    | James Milner            | 4 ianuarie 1986        | 24       | 0      | Manchester City   |
| 17  | M    | Scott Parker            | 13 octombrie 1980      | 11       | 0      | Tottenham Hotspur |
| 18  | F    | Phil Jagielka           | 17 august 1982         | 11       | 0      | Everton           |
| 19  | M    | Stewart Downing         | 22 iulie 1984          | 33       | 0      | Liverpool         |
| 20  | M    | Alex Oxlade-Chamberlain | 15 august 1993         | 1        | 0      | Arsenal           |
| 21  | A    | Jermain Defoe           | 7 octombrie 1982       | 46       | 15     | Tottenham Hotspur |
| 22  | A    | Danny Welbeck           | 26 noiembrie 1990      | 4        | 0      | Manchester United |
| 23  | P    | Jack Butland            | 10 martie 1993         | 0        | 0      | Birmingham City   |

### Franța
Antrenor: Laurent Blanc
| Nr. | Poz. | Jucător            | Data nașterii (vârsta) | Selecții | Goluri | Club                |
| --- | ---- | ------------------ | ---------------------- | -------- | ------ | ------------------- |
| 1   | P    | Hugo Lloris (c)    | 26 decembrie 1986      | 30       | 0      | Lyon                |
| 2   | F    | Mathieu Debuchy    | 28 iulie 1985          | 3        | 0      | Lille               |
| 3   | F    | Patrice Evra       | 15 mai 1981            | 39       | 0      | Manchester United   |
| 4   | F    | Adil Rami          | 27 decembrie 1985      | 17       | 0      | Valencia            |
| 5   | F    | Philippe Mexès     | 30 martie 1982         | 23       | 1      | Milan               |
| 6   | M    | Yohan Cabaye       | 14 ianuarie 1986       | 10       | 0      | Newcastle United    |
| 7   | M    | Franck Ribéry      | 7 aprilie 1983         | 57       | 7      | Bayern München      |
| 8   | A    | Mathieu Valbuena   | 28 septembrie 1984     | 10       | 2      | Marseille           |
| 9   | A    | Olivier Giroud     | 30 septembrie 1986     | 3        | 1      | Montpellier         |
| 10  | A    | Karim Benzema      | 19 decembrie 1987      | 42       | 13     | Real Madrid         |
| 11  | M    | Samir Nasri        | 27 iunie 1987          | 28       | 3      | Manchester City     |
| 12  | M    | Blaise Matuidi     | 9 aprilie 1987         | 4        | 0      | Paris Saint-Germain |
| 13  | F    | Anthony Réveillère | 10 noiembrie 1979      | 16       | 1      | Lyon                |
| 14  | A    | Jérémy Ménez       | 7 mai 1987             | 10       | 0      | Paris Saint-Germain |
| 15  | M    | Florent Malouda    | 13 iunie 1980          | 74       | 8      | Chelsea             |
| 16  | P    | Steve Mandanda     | 28 martie 1985         | 14       | 0      | Marseille           |
| 17  | M    | Yann M'Vila        | 29 iunie 1990          | 18       | 1      | Rennes              |
| 18  | M    | Alou Diarra        | 15 iulie 1981          | 38       | 0      | Marseille           |
| 19  | M    | Marvin Martin      | 10 ianuarie 1988       | 9        | 2      | Sochaux             |
| 20  | A    | Hatem Ben Arfa     | 7 martie 1987          | 8        | 2      | Newcastle United    |
| 21  | F    | Laurent Koscielny  | 10 septembrie 1985     | 1        | 0      | Arsenal             |
| 22  | F    | Gaël Clichy        | 26 iulie 1985          | 11       | 0      | Manchester City     |
| 23  | P    | Cédric Carrasso    | 30 decembrie 1981      | 1        | 0      | Bordeaux            |